# Echinodictyum antrodes
Echinodictyum antrodes är en svampdjursart som först beskrevs av de Laubenfels 1954.  Echinodictyum antrodes ingår i släktet Echinodictyum och familjen Raspailiidae. Inga underarter finns listade i Catalogue of Life.